# روما (لاعب كرة قدم)
روما (بالبرتغالية: Paulo Marcel Pereira Merabet) هو لاعب كرة قدم برازيلي في مركز الهجوم، ولد في 22 فبراير 1979 في بليم في البرازيل. لعب مع بارتيزاني تيرانا وجونبك هيونداي موتورز ونادي أونيفرسيداد ناسيونال ونادي النصر ونادي برازيليا ونادي بوا إيسبورت ونادي بيلينينسش ونادي ساو كريستوفاو ونادي فلامنغو ونادي لوكيرين.

## وصلات خارجية
- روما (لاعب كرة قدم) على موقع دوري كوريا الجنوبية (الإنجليزية)
- روما (لاعب كرة قدم) على موقع قاعدة بيانات كرة القدم.إي يو (الإنجليزية)
- روما (لاعب كرة قدم) على موقع Soccerway.com (الإنجليزية)